# Soba (Hiszpania)
Soba – gmina w Hiszpanii, w prowincji Kantabria, w Kantabrii, o powierzchni 214,16 km². W 2011 roku gmina liczyła 1319 mieszkańców.